# Shuaib ibn Umar
Abu Amr Shuaib ibn Umar ibn Esa al-Balluti, también llamado Saet (en griego: Σαήτ) y Saipes (Σαΐπης) en las fuentes bizantinas, fue el segundo emir de Creta, que rigió aproximadamente entre el 855 y el 880.
Queda muy poca información sobre la historia interna y los emires de Creta. Shuaib era hijo del conquistador de la isla y fundador del Emirato de Creta, Abu Hafs Umar. Según los estudios de George C. Miles que se basó en el análisis numismático, su reinado debió abarcar el período del 855 al 880 aproximadamente, aunque un dinar acuñado con su nombre data del 894/5. Shuaib se identifica con el Saet o Saipes de los cronistas bizantinos,Teófanes Continuatus, Juan Escilitzes, y José Genesio.
Los cronistas bizantinos indican que en torno al 872/3 despachó al renegado Focio a saquear el Imperio bizantino, en las que los cretenses fueron estrepitodasamente vencidos por el almirante bizantino Nicetas Orifas en Kardia y el golfo de Corinto. Parece que estas victorias enemigas hicieron que se firmase una tregua entre los dos bandos y que Shuaib tuviese que pagar tributo a Constantinopla durante una década. Dos de los hijos de Shuaib, Umar y Muhammad, le sucedieron en el trono cretense.